# Nicholas Carew
Sir Nicholas Carew KG (ur. 1494, zm. 3 stycznia 1539 w Londynie) – angielski mąż stanu i dworzanin za panowania króla Henryka VIII. Był przeciwnikiem politycznym kardynała Wolseya. Stracony pod zarzutem udziału w Exeter Conspiracy mającej na celu zdetronizowanie Henryka VIII.
Nicolas Carew był czwartym synem Richarda Carew, kapitana Calais. W wieku sześciu lat został umieszczony na dworze królewskim gdzie wraz z późniejszym Henrykim VIII pobierał nauki. Był cenionym kompanem króla w latach młodości. W 1517 pasowany na rycerza. Zasłynął w wielu turniejach rycerskich jako osoba walcząca na kopie bez strachu. W latach 1522–1539, jako następca sir Henry’ego Guildforda pełnił funkcję Koniuszego Królewskiego. Był kilkukrotnie wysyłany jako ambasador królewski do Paryża. Jego funkcje dawały mu prawo dostępu do króla o każdej porze (Privy chamber i Eltham Ordinance).
Był mężem Elizabeth Carew, kuzynki Anny Boleyn i Jane Seymour z którą miał pięcioro dzieci. Najstarsza córka Anne poślubiła polityka i dyplomatę na dworze Elżbiety I Nicholasa Throckmortona, którego córka Elżbieta została żoną słynnego podróżnika i odkrywcy sir Waltera Raleigh.